# 白石みく
白石 みく（しらいし みく、1986年1月10日 - ）は、日本のAV女優。

## 人物
秋田県出身。身長164cm。スリーサイズB98（Hカップ）・W60・H98。
血液型A型。星座山羊座。
特技は料理、趣味はパチンコ、音楽、DVD鑑賞。
好きな食べ物はじゃがいも、ウンシュウミカン。

### 経歴
- 2006年4月、『Hの誘惑 白石みく』でAVデビュー。
- 2006年10月、『初セル 白石みく』でセルデビュー。

## 作品

### アダルトビデオ

#### 2006年
- Hの誘惑 白石みく（2006年4月28日、クリスタル映像）
- 爆乳レッスン 白石みく（2006年5月26日、クリスタル映像）
- 女乳 白石みく（2006年6月30日、クリスタル映像）
- コスプレ召使い 白石みく（2006年7月28日、クリスタル映像）
- 爆乳家庭教師 白石みく（2006年8月25日、クリスタル映像）
- A級乳犯 白石みく（2006年9月29日、クリスタル映像）
- A級オナニー CLIMAX 24（2006年9月29日、クリスタル映像）
- 初セル 白石みく（2006年10月1日、MOODYZ）
- 激乳 白石みく（2006年11月1日、MOODYZ）
- CRYSTAL THE BEST 2006 1st.（2006年11月24日、クリスタル映像）
- 爆乳天国（2006年12月1日、MOODYZ）
- A級乳犯 THE BEST 2（2006年12月15日、クリスタル映像）

#### 2007年
- 巨乳×爆乳GRANDPRIX SPECIAL11（2007年1月19日、クリスタル映像）
- CRYSTAL THE BEST 2006 2nd.（2007年3月23日、クリスタル映像）
- CRYSTAL THE BEST 2006 3rd.（2007年7月27日、クリスタル映像）
- 痴女乱交4時間（2007年9月13日、MOODYZ）
- 巨乳騎乗位4時間（2007年11月1日、MOODYZ）
- 潮吹き FUCK DX Part.1（2007年11月16日、クリスタル映像）
- 巨乳バック4時間（2007年12月1日、MOODYZ）
- 本番100人8時間（2007年12月13日、MOODYZ）

#### 2008年
- 巨乳4時間2（2008年1月1日、MOODYZ）
- 家庭教師 THE BEST 4時間DX（2008年1月25日、クリスタル映像）
- ハイモザ パイズリ4時間2（2008年2月1日、MOODYZ）